# Ghost Stories Tour
De Ghost Stories Tour was een intieme concerttournee van de Britse band Coldplay, bestaande uit negen shows op enkele rustige locaties, gedurende acht niet-opeenvolgende maanden in 2014, in Noord-Amerika, Europa, Azië en Oceanië.
De concerten waren onderdeel van de promotie van hun zesde studioalbum Ghost Stories (2014). Alle nummers op de standaardversie van het album werden per groep uitgevoerd, net als enkele van hun eerdere nummers van hun vijf andere studioalbums. In geselecteerde data waren SZA, London Grammar en AlunaGeorge de openingsacts.

## Setlist-voorbeelden
Los Angeles (19 mei 2014)
1. Atlas
2. Charlie Brown
3. The Scientist
4. Don't Panic
5. A Whisper
6. Til Kingdom Come
7. Viva la vida
8. Paradise
9. Always in My Head
10. Magic
11. Ink
12. True Love
13. Midnight
14. Another's Arms
15. Oceans

Toegift
1. A Sky Full of Stars
2. Yellow
3. O

## Shows
| Datum             | stad        | land             | plaats                  |
| ----------------- | ----------- | ---------------- | ----------------------- |
| 25 april 2014     | Keulen      | Duitsland        | E-Werk                  |
| 5 mei 2014        | New York    | Verenigde Staten | Beacon Theater          |
| 19 mei 2014       | Los Angeles | Verenigde Staten | Royce Hall              |
| 24 mei 2014       | Glasgow     | Schotland        | Glasgow Green           |
| 28 mei 2014       | Parijs      | Frankrijk        | Casino van Parijs       |
| 12 juni 2014      | Tokyo       | Japan            | Stadhuis van Tokyo Dome |
| 19 juni 2014      | Sydney      | Australië        | Enmore Theater          |
| 1 juli 2014       | Londen      | Engeland         | Royal Albert Hall       |
| 2 juli 2014       | Londen      | Engeland         | Royal Albert Hall       |
| 17 september 2014 | Los Angeles | Verenigde Staten | Theatre Ace Hotel       |
| 6 december 2014   | München     | Duitsland        | BMW Welt Auditorium     |